# 原ゆたか
原 ゆたか（はら　ゆたか、本名：原　裕。1953年〈昭和28年〉4月28日 - ）は、日本の児童文学作家、イラストレーター。熊本県出身。妻は絵本作家の原京子。

## 略歴
小学校時代は東京都北区赤羽台に住んだ。高校時代には兵庫県姫路市に住んでおり、よく姫路城の写真を撮っていた（兵庫県立鳴尾高等学校を卒業）。現在は東京都港区に在住している。
1973年、20歳でイラストレーターとしてデビュー。児童書の挿絵を手がけていたが、「絵を使ってページをめくる楽しさをもっと演出できるのでは」と思い、「レイアウトもすべてやらせて欲しい」と出版社に申し出たところ、「じゃあ描いてごらん」と言われたことからすべて自ら描くことになった。1984年11月に『ほうれんそうマン』シリーズ（作はみづしま志穂）の1作目が発売され、1987年11月に同作のスピンオフ作品にあたる『かいけつゾロリ』シリーズ（ポプラ社・刊）の1作目が発売された。『かいけつゾロリ』シリーズは書籍累計は3500万部を超え、アニメ化もされた。
意識していることは「僕はいつまでも“プロの小学生”でいたい」こと。
2021年のNHK全国学校音楽コンクールの小学校の部の課題曲『好奇心のとびら』の作詞を担当。

## 賞歴
- 1974年（昭和59年）：KFSコンテスト・講談社児童図書部門賞受賞[1]
- 2022年（令和4年）
  - 『かいけつゾロリ』シリーズがギネス世界記録「同一作者によって物語とイラストが執筆された単一児童書シリーズの最多巻数」に認定[2][3]
  - 箕面子どもの本アカデミー賞

## 作品
- ほうれんそうマンシリーズ（原作：みづしま志穂）
  - つよいぞポイポイきみはヒーロー - イラスト
- かいけつゾロリシリーズ
  - かいけつゾロリゆめのハッスル歌謡ショー - 劇場内アナウンスの声
- イシシとノシシのスッポコヘッポコへんてこ話シリーズ
- 名門フライドチキン小学校シリーズ（原作：田中成和）
- にゃんたんシリーズ（原作：巻左千夫、岡田日出子）
- 東遊記シリーズ
- おばけのユータくんシリーズ（原作：那須正幹）
- 魔法のおみやげシリーズ
- プカプカチョコレー島シリーズ
- よわむしおばけシリーズ
  - おばけのホーリー原作
- ちいさなもり
- サンタクロース一年生
- にんじゃざむらい ガムチョコバナナシリーズ

## テレビアニメ
- かいけつゾロリ（本人役として出演）
- にんじゃざむらい ガムチョコバナナ